# هاكون جاكوبسن
هاكون جاكوبسن هو مهندس وشخصية أعمال نرويجي، ولد في 1962.